# Courtney Taylor-Taylor
Courtney A. Taylor, noto come Courtney Taylor-Taylor (Portland, 20 luglio 1967), è un cantante e chitarrista statunitense.
È il cantante e chitarrista del gruppo alternative rock The Dandy Warhols, fondato nel 1994.

## Biografia
Originario di un sobborgo di Portland (Oregon), ha debuttato con i The Dandy Warhols nel 1994.
È coautore di una graphic novel dal titolo One Model Nation, pubblicata nel 2009 e incentrata su una fittizia band krautrock tedesca degli anni '70. Questa pubblicazione è stata accompagnata anche da un album in studio intitolato Totalwerks, Vol. 1 (1969–1977) e pubblicato nel 2012.
Appare nel film-documentario Dig! (2004) ed in un episodio della seconda stagione della serie TV Veronica Mars.
Nel dicembre 2007 si è sposato con Lockett Albritton. La coppia ha avuto un figlio nel 2010.